# Rhabdatomis draudti
Rhabdatomis draudti là một loài bướm đêm thuộc phân họ Arctiinae, họ Erebidae.